# Diócesis de Badulla
La diócesis de Badulla (en latín: Dioecesis Badullana, en inglés: Roman Catholic Diocese of Badulla y en cingalés: பதுளை மாவட்ட) es una circunscripción eclesiástica latina de la Iglesia católica en Sri Lanka, sufragánea de la arquidiócesis de Colombo. La diócesis tiene al obispo Julian Winston Sebastian Fernando, S.S.S. como su ordinario desde el 3 de marzo de 1997. 

## Territorio y organización
La diócesis tiene 8500 km² y extiende su jurisdicción sobre los fieles católicos de rito latino residentes en la provincia de Uva.
La sede de la diócesis se encuentra en la ciudad de Badulla, en donde se halla la Catedral de Santa María.
En 2020 en la diócesis existían 20 parroquias.

## Historia
La diócesis fue erigida el 18 de diciembre de 1972 con la bula Cum ob suscepta del papa Pablo VI, obteniendo el territorio de la diócesis de Kandy.

## Estadísticas
De acuerdo al Anuario Pontificio 2021 la diócesis tenía a fines de 2020 un total de 18 340 fieles bautizados.
| Año                                                                             | Población            | Población | Población      | Sacerdotes | Sacerdotes    | Sacerdotes    | Bautizados por sacerdote | Diáconos permanentes | Religiosos | Religiosos | Parroquias |
| Año                                                                             | Bautizados católicos | Total     | % de católicos | Total      | Clero secular | Clero regular | Bautizados por sacerdote | Diáconos permanentes | Varones    | Mujeres    | Parroquias |
| ------------------------------------------------------------------------------- | -------------------- | --------- | -------------- | ---------- | ------------- | ------------- | ------------------------ | -------------------- | ---------- | ---------- | ---------- |
| 1980                                                                            | 12 565               | 893 000   | 1.4            | 7          | 7             |               | 1795                     |                      | 4          | 45         | 18         |
| 1990                                                                            | 17 113               | 952 000   | 1.8            | 30         | 23            | 7             | 570                      |                      | 11         | 68         | 15         |
| 1999                                                                            | 20 848               | 1 455 977 | 1.4            | 36         | 26            | 10            | 579                      |                      | 21         | 75         | 17         |
| 2000                                                                            | 21 139               | 1 465 090 | 1.4            | 34         | 24            | 10            | 621                      |                      | 21         | 72         | 17         |
| 2001                                                                            | 21 415               | 1 477 145 | 1.4            | 42         | 29            | 13            | 509                      |                      | 25         | 71         | 17         |
| 2002                                                                            | 21 720               | 1 610 000 | 1.3            | 37         | 26            | 11            | 587                      |                      | 37         | 70         | 17         |
| 2003                                                                            | 21 925               | 1 611 000 | 1.4            | 40         | 28            | 12            | 548                      |                      | 26         | 71         | 17         |
| 2004                                                                            | 21 985               | 1 614 000 | 1.4            | 39         | 28            | 11            | 563                      |                      | 27         | 71         | 18         |
| 2006                                                                            | 15 144               | 1 651 000 | 0.9            | 42         | 27            | 15            | 360                      |                      | 25         | 70         | 19         |
| 2012                                                                            | 18 635               | 1 724 000 | 1.1            | 42         | 32            | 10            | 443                      |                      | 34         | 72         | 19         |
| 2015                                                                            | 17 960               | 1 464 800 | 1.2            | 41         | 30            | 11            | 438                      |                      | 24         | 75         | 19         |
| 2018                                                                            | 18 195               | 1 512 700 | 1.2            | 44         | 33            | 11            | 413                      |                      | 13         | 82         | 19         |
| 2020                                                                            | 18 340               | 1 545 190 | 1.2            | 44         | 30            | 14            | 416                      |                      | 17         | 79         | 20         |
| Fuente: Catholic-Hierarchy, que a su vez toma los datos del Anuario Pontificio. |                      |           |                |            |               |               |                          |                      |            |            |            |

## Episcopologio
- Leo Nanayakkara, O.S.B. † (18 de diciembre de 1972-28 de mayo de 1982 falleció)
- Edmund Joseph Fernando, O.M.I. † (5 de diciembre de 1983-3 de marzo de 1997 retirado)
- Julian Winston Sebastian Fernando, S.S.S., desde el 3 de marzo de 1997